# 100. peruť (Izrael)
100. peruť (hebrejsky טייסת 100‎) Izraelského vojenského letectva, také známá jako Létající velbloud, je lehkou transportní a spojovací leteckou jednotkou, vybavenou letouny Beech 200, dislokovanou na letišti Sde Dov.